# Sucharzewo (Grande-Pologne)
Pour les articles homonymes, voir Sucharzewo.
Sucharzewo (prononciation : [suxaˈʐɛvɔ]) est un village polonais de la gmina de Brodnica dans le powiat de Śrem de la voïvodie de Grande-Pologne dans le centre-ouest de la Pologne.
Il se situe à environ 5 kilomètres à l'ouest de Brodnica (siège de la gmina), à 15 kilomètres au nord-ouest de Śrem (siège du powiat) et à 29 kilomètres au sud de Poznań (capitale régionale).

## Histoire
De 1975 à 1998, le village faisait partie du territoire de la voïvodie de Poznań.

Depuis 1999, Sucharzewo est situé dans la voïvodie de Grande-Pologne.
Le village possède une population de 35 habitants en 2008.